# Marokkanerbrunnen

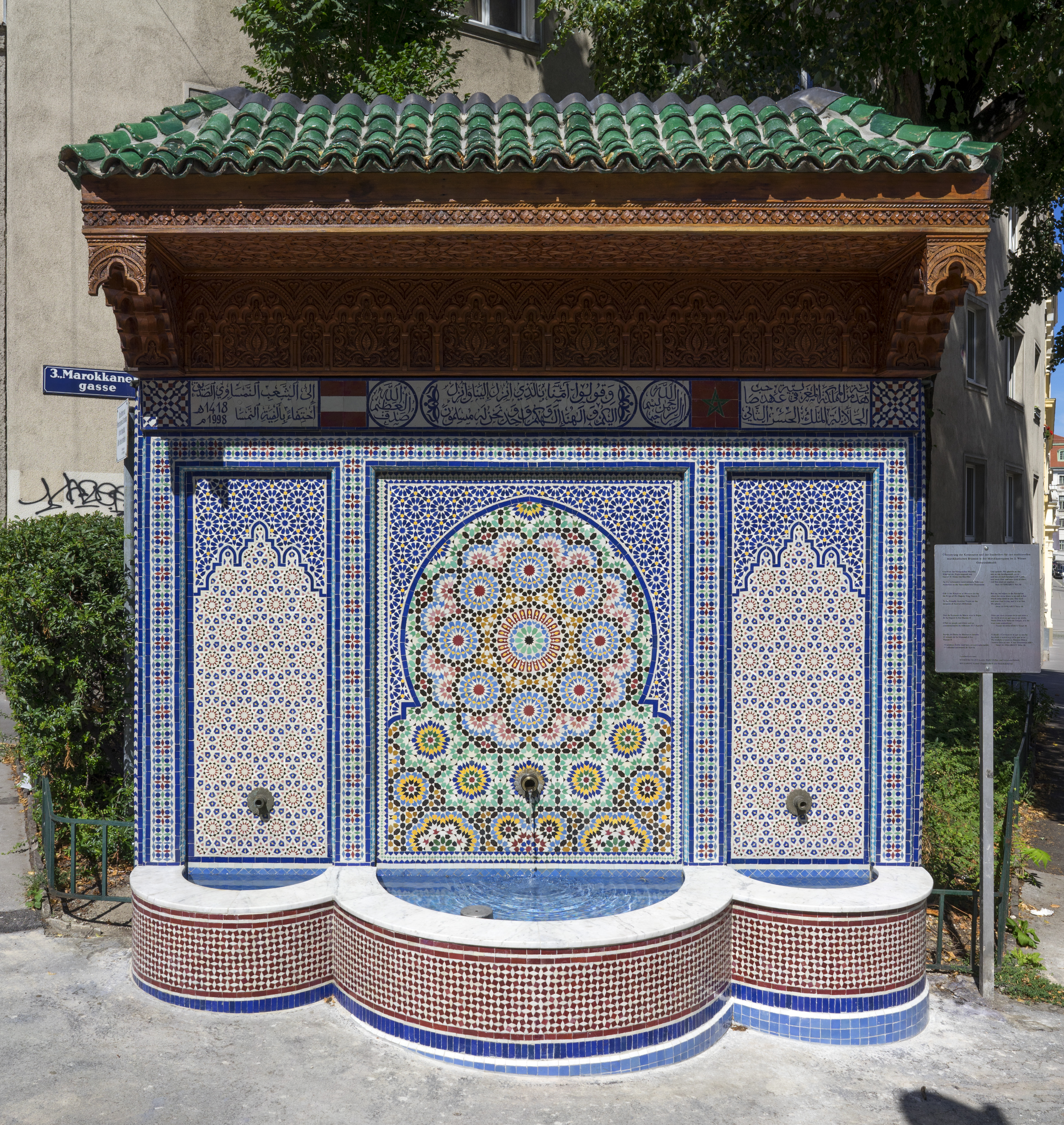
Marokkanerbrunnen in der Marokkanergasse

Der Marokkanerbrunnen ist ein Brunnen in der Marokkanergasse im 3. Wiener Gemeindebezirk Landstraße.

## Geschichte

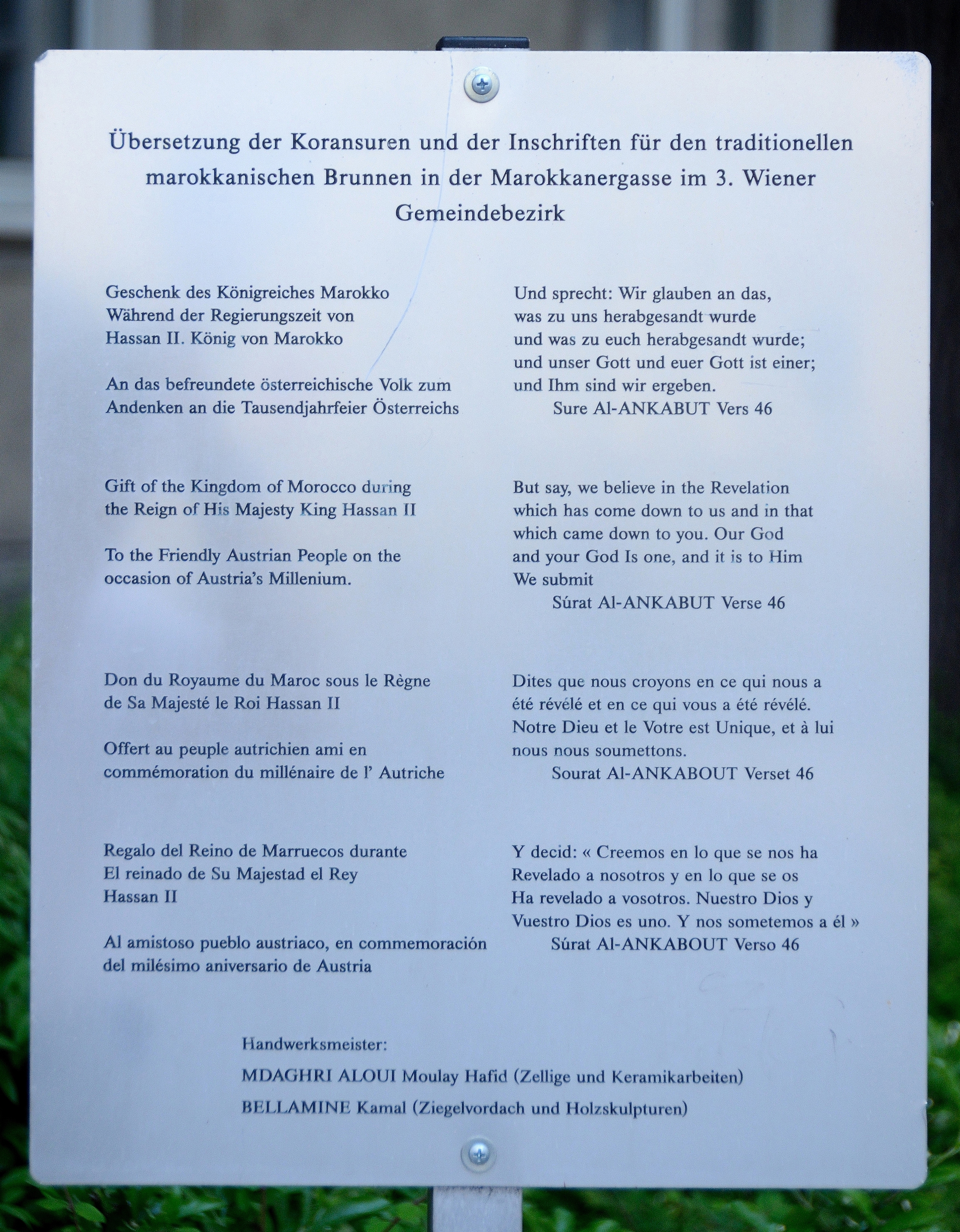
Marokkanerbrunnen – Übersetzungen der Inschriften

Der Marokkanerbrunnen wurde 1998 als persönliches Geschenk des Königs Hassan II. von Marokko als Zeichen und zur weiteren Vertiefung der langjährigen Freundschaft zwischen Österreich und Marokko den Österreichern geschenkt. Er ist ein Werk der Handwerksmeister MDAGHRI ALOUI Moulay Hafid für die „Zellige und Handwerksarbeiten“ und BELLAMINE Kamal für das Ziegelvordach und die Holzskulpturen.
So wie bereits die um 1790 benannte Marokkanergasse, sollte mit dem Brunnen an den Abschluss eines Handels-, Friedens- und Freundschaftsvertrages zwischen Marokko und der österreichischen Monarchie im Jahre 1783 erinnert werden. Der damalige marokkanische Botschafter, der den Vertrag unterzeichnet hat, wohnte in der Gasse und ließ hier eine „Mission“ errichten. Als weiterer Anknüpfungspunkt der Erinnerung zur Brunnenerrichtung wurde gesehen, dass seit dem 25. Jänner 1907 das damalige Österreich-Ungarn auch einen ordentlichen Botschafter in Rabat, der Hauptstadt von Marokko, hatte. Von der damaligen Staatssekretärin Benita Ferrero-Waldner, die den Brunnen am 19. April 1999 eröffnete, wurde als Erinnerungszweck der verantwortungsvolle Umgang der Österreicher mit Wasser angegeben. Entsprechend der neben dem Brunnen angebrachten Erklärungstafel wurde er vom Königreich Marokko „… zum Andenken an die Tausendjahrfeier Österreichs“, die 1996 stattgefunden hatte, geschenkt.

## Beschreibung
Der Brunnen präsentiert sich als breites Mauerstück mit drei mosaikverzierten und durch ein Mosaikband eingerahmten Feldern. Darüber finden sich in einem waagrechten Mosaikstreifen drei Felder mit Inschriften in arabischer Schrift, dazwischen im linken Teil die Flagge Österreichs und im rechten Teil die Flagge Marokkos.
Aus drei Wasserausläufen strömt das Wasser in drei halbkreisförmige Becken, deren mittleres das größte ist. Ein schmales Dach, das von einer geschnitzten Holzkonstruktion getragen wird, soll die Anlage vor der Witterung schützen.

## Inschriften
Die arabischen Inschriften am oberen Mosaikband beinhalten die Widmung und eine Sure des Koran. Auf der neben dem Brunnen stehenden Erklärungstafel sind sie in mehreren Sprachen übersetzt und lauten auf Deutsch:
Geschenk des Königreiches Marokko

Während der Regierungszeit von

Hassan II. König von Marokko

An das befreundete österreichische Volk zum

Andenken an die Tausendjahrfeier Österreichs
Und sprecht: Wir glauben an das,

was zu uns herab gesandt wurde

und was zu euch herab gesandt wurde;

und unser Gott und euer Gott ist einer;

und Ihm sind wir ergeben.

    Sure Al-ANKABUT Vers 46